# Neutralidad (psicoanálisis)
Neutralidad es un concepto de la técnica de tratamiento psicoanalítico que describe la actitud que debe asumir el analista para asegurar el desempeño adecuado de su papel durante el análisis. El concepto se puede definir como:

Una de las cualidades que definen la actitud del analista durante la cura. El analista debe ser neutral en cuanto a los valores religiosos, morales y sociales, es decir, no dirigir la cura en función de un ideal cualquiera, y abstenerse de todo consejo; neutral respecto a las manifestaciones transferenciales, lo que habitualmente se expresa por la fórmula «no entrar en el juego del paciente»; por último, neutral en cuanto al discurso del analizado, es decir, no conceder a priori una importancia preferente, en virtud de prejuicios teóricos, a un determinado fragmento o a un determinado tipo de significaciones.
Jean Laplanche & Jean-Bertrand Pontalis, Diccionario de Psicoanálisis.bold

En conjunto con la regla de la abstinencia y la atención flotante, la neutralidad tiene por objeto posibilitar al analizado el encuadre necesario para que le resulte posible cumplir con la regla técnica fundamental del psicoanálisis, la asociación libre. Se sostiene que sólo en un ambiente neutral y desprovisto de enjuiciamientos valóricos o prejuicios religiosos, políticos o ideológicos el analizado podrá hacer fluir sus asociaciones sin filtro ni crítica, cuestión que resulta esencial para la técnica psicoanalítica.  